# Aachen Flugzeugbau
Aachen Flugzeugbau era un'azienda aeronautica tedesco imperiale attiva all'inizio del XX secolo, fondata circa all'inizio della prima guerra mondiale.
Con la fine della guerra e con la proibizione per la Germania di costruire aeroplani militari, l'impresa iniziò a specializzarsi in idrovolanti, e nel 1921 divenne nota come Aachener Segelflugzeugbau, producendo i modelli di Wolfgang Klemperer.
Fu acquistata dalla Junkers GmbH nel 1923.